# Erath
Erath és una població dels Estats Units a l'estat de Louisiana. Segons el cens del 2000 tenia 2.187 habitants.

## Demografia
Segons el cens del 2000, Erath tenia 2.187 habitants, 819 habitatges, i 580 famílies. La densitat de població era de 562,9 habitants/km².
Dels 819 habitatges en un 35% hi vivien nens de menys de 18 anys, en un 50,7% hi vivien parelles casades, en un 16,1% dones solteres, i en un 29,1% no eren unitats familiars. En el 25,9% dels habitatges hi vivien persones soles el 12,5% de les quals corresponia a persones de 65 anys o més que vivien soles. El nombre mitjà de persones vivint en cada habitatge era de 2,56 i el nombre mitjà de persones que vivien en cada família era de 3,09.
Per edats la població es repartia de la següent manera: un 26,2% tenia menys de 18 anys, un 10,2% entre 18 i 24, un 27% entre 25 i 44, un 19,9% de 45 a 60 i un 16,6% 65 anys o més.
L'edat mediana era de 36 anys. Per cada 100 dones de 18 o més anys hi havia 77,2 homes.
La renda mediana per habitatge era de 27.386 $ i la renda mediana per família de 36.204 $. Els homes tenien una renda mediana de 28.750 $ mentre que les dones 19.118 $. La renda per capita de la població era de 13.327 $. Entorn del 15,5% de les famílies i el 18,2% de la població estaven per davall del llindar de pobresa.

## Poblacions més properes
El següent diagrama mostra les poblacions més properes.